# J. D. Pardo
Jorge Daniel « J.D. » Pardo est un acteur américain, né le 7 septembre 1980 à Los Angeles. Il est notamment connu pour avoir interprété Eddie / Gwen Araujo dans le téléfilm A Girl Like Me : L'Histoire vraie de Gwen Araujo et pour interpréter Ezekiel « EZ » Reyes dans la série télévisée Mayans MC.

## Biographie
J.D. Pardo est né le 7 septembre 1980 à Los Angeles. Son père est d'Argentine et sa mère du Salvador.

### Vie privée
Il est marié à Emily Frlekin. Ils ont deux enfants, un garçon et une fille.

## Carrière
En 2007, il a été nommé pour l'Imagen Awards du meilleur acteur de télévision pour A Girl Like Me : L'Histoire vraie de Gwen Araujo.

## Filmographie

### Cinéma
- 2004 : Comme Cendrillon (A Cinderella Story) de Mark Rosman : Ryan
- 2005 : Jeux de gangs (Havoc) de Barbara Kopple : Todd Rosenberg
- 2005 : Supercross de Steve Boyum : Chuy
- 2009 : Loin de la terre brûlée (The Burning Plain) de Guillermo Arriaga : Santiago jeune
- 2012 : Twilight, chapitre V : Révélation, 2e partie (The Twilight Saga : Breaking Dawn - Part 2) de Bill Condon : Nahuel
- 2013 : Infiltré (Snitch) de Ric Roman Waugh : Benicio
- 2021 : Fast and Furious 9 de Justin Lin : Jack Toretto
- 2022 : The Contractor de Tarik Saleh : Eric
- 2023 : Hypnotic de Robert Rodriguez : Nicks
- 2024 : Road House de Doug Liman

### Télévision

#### Séries télévisées
- 2001 : Titans : Nick
- 2001 : Ma famille d'abord (My Wife and Kids) : Un homme
- 2002 : Totalement jumelles (So Little Time) : Nick
- 2002 : One on One : Un homme
- 2004 : Mes plus belles années (American Dreams) : Soldat Matt Perez / Soldat Carlos Perez
- 2004 - 2005 : Clubhouse : Jose Marquez
- 2005 : Veronica Mars : Rick
- 2006 : Les Experts : Miami (CSI : Miami) : Mario Pilar
- 2006 : Newport Beach : Un surfeur
- 2006 : Standoff : Les Négociateurs (Standoff) : Vin Leon
- 2007 : Drive : Sean Salazar
- 2007 : Hidden Palms : Enfer au paradis (Hidden Palms) : Eddie Nolan
- 2010 : 90210 Beverly Hills : Nouvelle Génération (90210) : Dax
- 2010 : Human Target : La Cible (Human Target) : Brody Rivera
- 2011 : Les Experts : Manhattan (CSI : NY) : Bobby Renton
- 2012 - 2014 : Revolution : Nate Walker / Jason Neville
- 2015 : The Messengers : Raul Garcia
- 2015 : Stalker : Oscar Ramirez
- 2015 : Blood and Oil: Dr Alex White
- 2015 - 2017 / East Los High : Jesus
- 2016 : Rush Hour : Hunter
- 2018 : S.W.A.T. : Carlos
- 2018 - 2023 : Mayans MC : Ezekiel « EZ » Reyes
- 2019 : Tacoma FD : Lopez
- 2022 : The Terminal List : Tony Layun
- 2024 - : High Potential : Tom Flores

#### Téléfilms
- 2004 : Nouveau départ (Hope Ranch) de Rex Piano : Ernesto
- 2006 : A Girl Like Me : L'Histoire vraie de Gwen Araujo (A Girl like Me: The Gwen Araujo Story) d'Agnieszka Holland : Eddie / Gwen Araujo